# Otradice

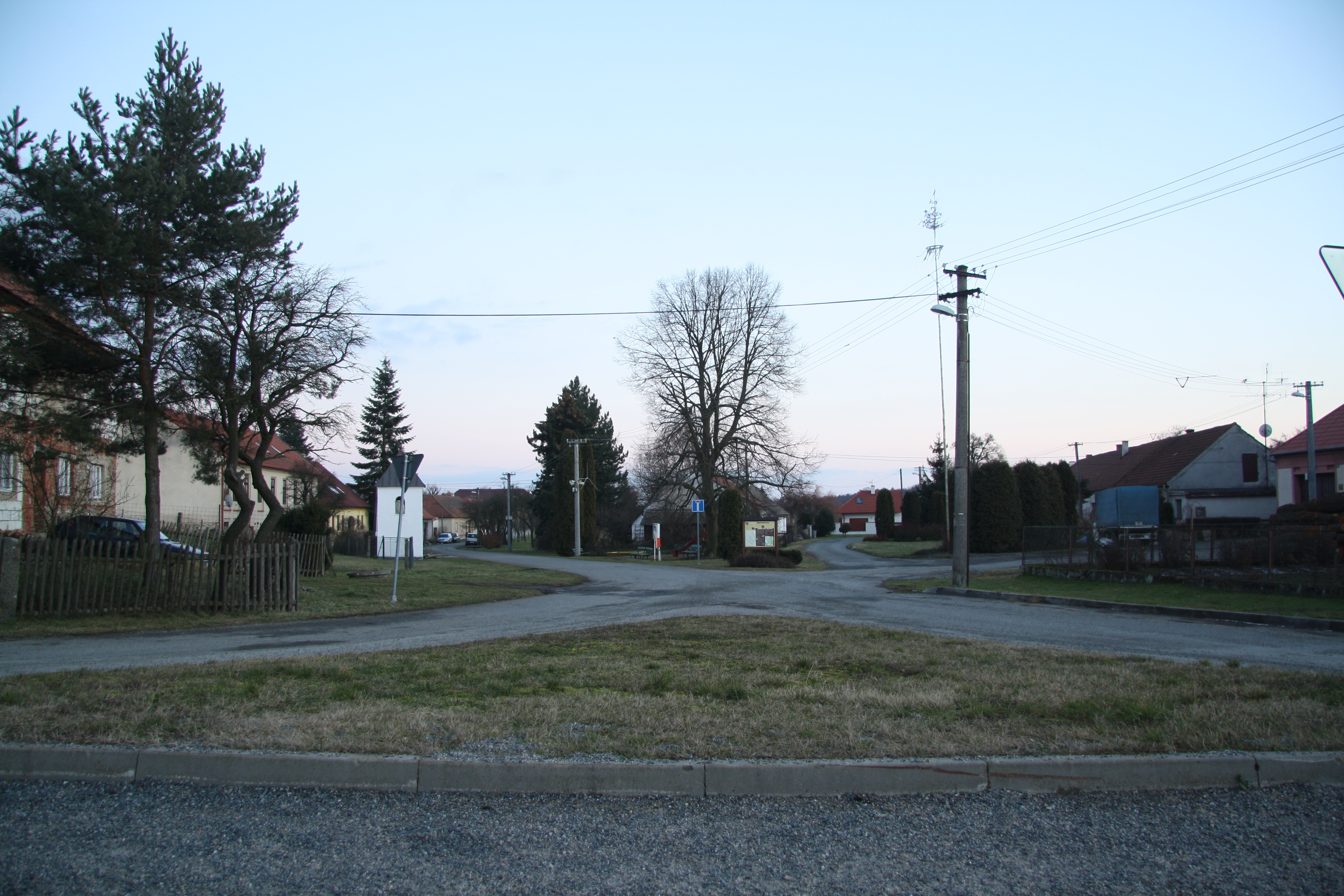
Dorfplatz

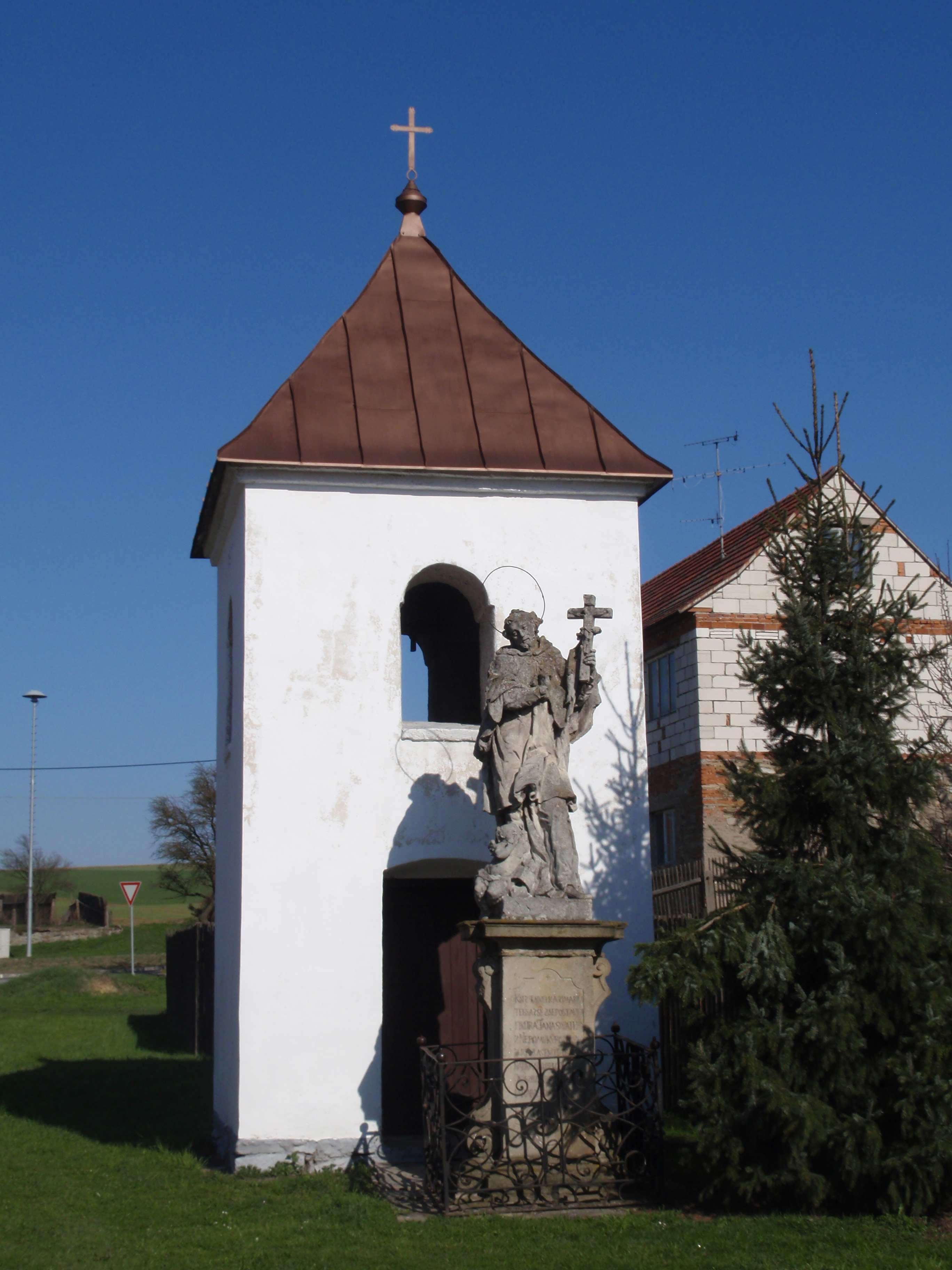
Glockenturm und Statue des hl. Johannes von Nepomuk

Otradice (deutsch Otratitz, auch Odratitz) ist ein Ortsteil der Stadt Náměšť nad Oslavou in Tschechien. Er liegt zwei Kilometer nordöstlich von Náměšť nad Oslavou und gehört zum Okres Třebíč.

## Geographie
Otradice befindet sich in den Ausläufern der Křižanovská vrchovina (Krischanauer Bergland) im Süden der Böhmisch-Mährischen Höhe. Das Dorf wird von ausgedehnten Wäldern umgeben, der Wald Rakovec macht die nordöstliche Hälfte des Katasters aus. Südlich erstreckt sich das als Naturdenkmal Náměšťská obora geschützte Namieschter Wildgehege; gegen Norden liegt das Jeneschauer Wildgehege (obora Jinošov) mit dem Schloss Schönwald. Östlich liegt das Tal des Baches Jinošovský potok. Im Westen führt die Staatsstraße II/399 zwischen Náměšť nad Oslavou und Jinošov, im Osten die II/392 zwischen Kralice nad Oslavou und Jinošov an Otradice vorbei.
Nachbarorte sind Pucov und Jinošov im Norden, Krokočín, Hluboké und Újezd u Rosic im Nordosten, Horní Lhotice im Osten, Kralice nad Oslavou im Südosten, Březník und Velkopolský Dvůr im Süden, Zňátky und Náměšť nad Oslavou im Südwesten, Jedovský Mlýn im Westen sowie Ocmanice, Naloučany und Jedov im Nordwesten.

## Geschichte
Die erste schriftliche Erwähnung von Otradice erfolgte im Jahre 1209. Das Gut war der Sitz der gleichnamigen Vladikenfamilie. Im Jahre 1365 wurden Proček von Otradice sowie dessen Brüder Artleb, Cernín und Ješek als Besitzer genannt. Cernín von Otradice ist noch bis 1399 nachweisbar. Wenig später erwarb Lacek von Krawarn das Gut; der 1407 darauf der Katharina von Jamný 100 Schock Groschen verschrieb. Katharina nahm 1409 darauf ihren Mann Johann Bydlo von Olomučany in Gemeinschaft und kaufte 1415 von Ješek Wlach von Otradice noch einen Hof hinzu; 1447 wurde auch der Schwiegersohn Niklas von Wlašim in die Gütergemeinschaft aufgenommen. Das Dorf selbst war bereits 1437 an die Besitzer des Gutes Namiescht verpfändet. Ab 1476 besaßen Katharinas Söhne, Niklas und Wenzel Bydlo den Hof. Im Jahre 1504 wurden die Feste, der Hof und das Dorf Otradice an das Gut Kralitz angeschlossen. Hron Blud von Kralitz trennte das Gut 1520 wieder von Kralitz ab und verkaufte es an Niklas von Gestřeby und dessen Frau Alena von Michow, die es ihrem Sohn Johann von Michow vererbte. Um 1548 war Ulrich Přepický von Richemburg Besitzer von Otradice. Friedrich von Zierotin, der das Gut Otradice um 1572 erwarb, schlug es seiner Herrschaft Namiescht zu. Die Feste Otradice erlosch danach.
Im Jahre 1837 bestand das im Znaimer Kreis gelegene Dorf Otraditz bzw. Otradice aus 20 Häusern, in denen 150 Personen lebten. Pfarrort war Jeneschau. Bis zur Mitte des 19. Jahrhunderts blieb Otraditz der Fideikommissgrafschaft Namiest untertänig.
Nach der Aufhebung der Patrimonialherrschaften bildete Odratice / Odratitz ab 1849 einen Ortsteil der Marktgemeinde Namiest im Gerichtsbezirk Namiest. Ab 1869 gehörte Odratice zum Bezirk Trebitsch. Zu dieser Zeit hatte das Dorf 175 Einwohner und bestand aus 20 Häusern. In den 1890er Jahren löste sich Otratice von Náměšť los und bildete eine eigene Gemeinde. Im Jahre 1900 lebten in Otratice 166 Personen; 1910 waren es 192. Beim Zensus von 1921 lebten in den 20 Häusern der Gemeinde 165 Tschechen. 1924 wurde der Gemeindename in Otradice geändert. Im Jahre 1930 bestand Otradice aus 25 Häusern und hatte 158 Einwohner. Zwischen 1939 und 1945 gehörte Otradice / Odratitz zum Protektorat Böhmen und Mähren. 1948 wurde die Gemeinde dem Okres Velká Bíteš zugeordnet. Im Jahre 1950 hatte Otradice 165 Einwohner. Im Zuge der Gebietsreform und der Aufhebung des Okres Velká Bíteš wurde die Gemeinde am 1. Juli 1960 dem Okres Třebíč zugewiesen. Zum 1. April 1976 erfolgte die Eingemeindung nach Náměšť nad Oslavou. Beim Zensus von 2001 lebten in den 16 Häusern von Otradice 45 Personen.

## Gemeindegliederung
Der Ortsteil Otradice bildet einen Katastralbezirk.

## Sehenswürdigkeiten
- Glockenturm auf dem Dorfplatz, errichtet im 19. Jahrhundert
- Statue des hl. Johannes von Nepomuk, geschaffen 1740
- mehrere Flurkreuze